# Sphicosa uniseta
Sphicosa uniseta är en tvåvingeart som beskrevs av Smitha 1962. Sphicosa uniseta ingår i släktet Sphicosa och familjen dansflugor. Inga underarter finns listade i Catalogue of Life.